# Главное управление по делам печати Российской империи
Главное управление по делам печати (1865—1917) — высшая цензурная инстанция, образованная Высочайшим указом от 6 апреля 1865 года при Министерстве внутренних дел для наблюдения за деятельностью цензурных комитетов  и отдельных цензоров по внутренней и иностранной цензуре, за бесцензурными изданиями, типографиями, металлографиями, литографиями, заведениями, производившими и продававшими произведения тиснения, а также для осуществления так называемой «театральной» цензуры, переданной из 5-й экспедиции Третьего отделения Собственной Его Императорского Величества канцелярии.
Главному управлению по делам печати подчинялись местные цензурные учреждения — цензурные комитеты и отдельные цензоры. Сокращенное название — Г. у. п. д. п..

## Задачи
Дела, подлежавшие ведению Главного управления, подразделялись на административные и цензурные. К первым относились: выдача разрешений на открытие типографий, на ведение книжной торговли, на выпуск периодических изданий (и освобождение их от предварительной цензуры), наблюдение за исполнением местными цензурными и полицейскими органами судебных решений по делам печати, составление правил и инструкций для руководства инспекторам и чиновникам по надзору за типографиями и книжной торговлей и цензурным комитетам и цензорам. К «цензурным делам» относились: наблюдение за периодическими изданиями и отдельными сочинениями, выходившими как под предварительной цензурой, так и освобожденными от неё; за действиями цензурных комитетов и отдельных цензоров, дела об административных взысканиях периодическим изданиям, рассмотрение заявлений, жалоб и вопросов, связанных с печатью, просмотр недозволенных к печати сочинений, полученных из цензурных учреждений.

## Структура
Главное управление по делам печати возглавлялось начальником, под председательством которого действовал Совет  главного управления. Начальник Главного управления по делам печати назначался и увольнялся Высочайшим указом по представлению министра внутренних дел. Совет Главного управления по делам печати состоял из членов, назначаемых Высочайшим указом по представлению министра внутренних дел, а также из председателей цензурных комитетов, находившихся в Санкт-Петербурге.
Канцелярия Главного управления по делам печати возглавлялась правителем дел, при котором находились помощники, особые цензоры драматических сочинений и чиновники особых поручений, назначаемые и увольняемые приказами министра внутренних дел. В канцелярии Главного управления по делам печати велись: списки пьес, рассмотренных цензурой, алфавитные списки произведений печати, запрещенных министром внутренних дел к обращению в общественных читальнях, и другие реестры запрещенных книг, а также журналы совета, в которых кратко излагались доклады, высказывания и особые мнения членов Совета и его решения; журналы утверждались министром внутренних дел.
В 1865 — 1870 годы канцелярия состояла из одного отделения;
В 1870 — 1877 годы из двух отделений: 1-е ведало повременными изданиями, 2-е всеми остальными;
В 1878 — 1898 годы из трех отделений: 1-е отвечало за столичные, 2-е  за провинциальные повременные издания, 3-е  за остальные;
В 1898 — 1906 годы из четырёх отделений;
В 1906 году канцелярия была преобразована и в ней было учреждено пять территориальных отделений. В 1909 году из 5-го отделения выделилось самостоятельное счетно-финансовое отделение.
Распоряжением председателя Совета министров и министра внутренних дел П. А. Столыпина от 1 сентября 1906 года при Главном управлении по делам печати было образовано Осведомительное бюро, переименованное в 1915 году в Бюро печати. Оно выпускало 2 раза в сутки специальные бюллетени, содержащие информацию о деятельности и намерениях правительства, о важнейших фактах общественно-политической жизни страны. Осведомительное бюро составляло также обзоры печати в виде докладов председателю Совета министров, министру внутренних дел, начальнику Главного управления по делам печати по вопросам внутренней жизни страны. Отсюда же правительственные учреждения получали газетные вырезки по заявленным темам.
В 1906 году по распоряжению П. А. Столыпина в Главное управление по делам печати был передан из Департамента полиции Министерства внутренних дел отдел иностранной и инородческой печати, который составлял ежедневные сводки отзывов иностранной и инородческой печати о внутренней и внешней политике России. Эти сводки рассылались министрам и их помощникам, военному командованию, высшим чинам ведомства иностранных дел, в библиотеку и читальный зал Государственной думы.
Библиотека Главного управления по делам печати собирала все выходящие в стране печатные издания. Как правило, они передавались через год в другие заинтересованные библиотеки или в макулатуру. С 1906 года библиотека занялась распределением обязательного экземпляра всех печатных изданий в главные библиотеки страны. С 1 июля 1907 года была введена карточная регистрация всей печатной продукции страны и стала издаваться «Книжная летопись».
Главное управление по делам печати было ликвидировано в соответствии с постановлением Временного правительства от 8 марта 1917 года, а на его основе возникли Книжная палата, частное телеграфное агентство и другие учреждения.

## Руководители
Список руководителей Главного управления по делам печати с датами вступления в должность и увольнения (все даты приведены по Юлианскому календарю): 
- Щербинин, Михаил Павлович (30.08.1865—02.12.1866)
- Похвиснев, Михаил Николаевич (02.12.1866—24.09.1870)
- Шидловский Михаил Романович[4] (24.09.1870—15.11.1871)
- Лонгинов, Михаил Николаевич (19.11.1871—23.01.1875)
- Григорьев, Василий Васильевич (23.01.1875—04.04.1880)
- Абаза, Николай Саввич (04.04.1880—05.04.1881)
- Вяземский, Павел Петрович (05.04.1881—01.01.1883)
- Феоктистов, Евгений Михайлович (01.01.1883—23.05.1896)
- Соловьёв, Михаил Петрович (23.05.1896—30.12.1899)
- Шаховской, Николай Владимирович (01.01.1900—25.04.1902)
- Зверев, Николай Андреевич (09.05.1902—16.01.1905)
- Бельгард, Алексей Валерианович (19.02.1905—27.03.1912)
- Татищев, Сергей Сергеевич (27.03.1912—29.03.1915)
- Катенин Александр Александрович[5] (29.03.1915—30.12.1915)
- Судейкин, Власий Тимофеевич (30.12.1915–07.05.1916)
- Удинцев, Всеволод Аристархович (07.05.1916—21.01.1917)
- Катенин Александр Александрович (27.01.1917—15.03.1917)